# BA-9
BA-9装甲車はソビエト連邦の装甲車である。

## 概要
BA-3に代わって当時労農赤軍の主力装甲車になりつつあったBA-6の強化版として計画された車両である。
45mmの車載砲を装備したBA-6に対し、BA-9は重機関銃を主砲とすることで、弾丸の数を増やしつつ、車両そのものの軽量化を計った。結果、BA-6よりも0.5t程度の軽量化には成功した。
試験でもそれなりに優秀な成績を上げ、BA-6に代わる主力車両として100輌の生産が決定された。
しかし主砲となるDShK38重機関銃は給弾機構の関係で弾切れが起こりやすい為に1933年～1935年にかけて少数が生産されたに過ぎず、BA-9の開発時期である1936年と1937年には未だに改良の最中であった。（ベルト式給弾機構を採用して大量生産体制が出来上がるのは1939年から）。
その為に納期までに100輌のBA-9を生産する事が不可能になり、1939年には量産性が高く装甲が安定したBA-10が生産可能となり、本車の生産はうやむやの内に放棄された。その後試作車両がどうなったかは不明である。